# Xkakoch
Xkakoch är en ort i Mexiko.   Den ligger i kommunen Calkiní och delstaten Campeche, i den östra delen av landet, 900 km öster om huvudstaden Mexico City. Xkakoch ligger 11 meter över havet och antalet invånare är 226.
Terrängen runt Xkakoch är platt. Runt Xkakoch är det ganska glesbefolkat, med 26 invånare per kvadratkilometer. Närmaste större samhälle är Hecelchakán, 7,5 km sydost om Xkakoch. I omgivningarna runt Xkakoch växer i huvudsak lövfällande lövskog.